# 高橋貞次
高橋 貞次（たかはし さだつぐ、1902年4月14日 - 1968年8月21日）は、日本の刀匠。重要無形文化財保持者（人間国宝）。愛媛県出身。貞次は号であり、本名は金市。兄の高橋義宗も著名な刀工であったが夭折。

## 経歴
1919年東京の中央刀剣会養成工となり、以後大正年間より古刀の作風を研究し、五ヶ伝に精通した。1936年故郷松山に鍛錬場を開く。翌々1938年には第一回刀剣展にて内閣総理大臣賞を受賞し、1940年には鎌倉八幡宮の御宝御神刀を鍛えている。
1968年8月21日、66歳で亡くなった。

## 皇室関連の作刀
戦後は刀剣保存運動に尽力。皇室関連の作刀を多数行った。1951年に伊勢神宮式年遷宮の御宝御神刀を鍛える。四年後の1955年、これらの活動と成果が評価され、人間国宝に認定された。刀匠としては初の、愛媛県出身者では今日にいたるまで唯一の人間国宝である。刀匠からの人間国宝にはのちに、悠仁親王の守り刀を製作した天田昭次らが出ている。
受賞後の1959年、皇太子明仁親王（現・明仁上皇）成婚に際して皇太子妃美智子（現・上皇后美智子）の守り刀を鍛える。ちなみに明仁親王の守り刀を鍛えたのは、二代目師匠月山貞勝である。
その後1965年の礼宮文仁親王（現・秋篠宮）に至るまで、皇太子妃所生の皇男子の守り刀を鍛え続けた。

## アウンサン将軍所有の刀
第二次世界大戦後、ミャンマーの指導者になったアウンサンは、高橋貞次作の日本刀を所持していた。死後、刀は娘のアウンサンスーチーに引き継がれた。